# Neptunia
Neptunia és un balneari del sud de l'Uruguai, ubicat al departament de Canelones. Al costat d'altres balnearis, forma part de la Costa de Oro.

## Geografia
Es troba sobre el Riu de la Plata, al departament de Canelones, a l'est de la capital del país, la ciutat de Montevideo. Immediatament adjacent a l'est de Neptunia s'ubica Pinamar-Pinepark.
El balneari té accés per la Ruta Interbalneària.

## Població
Neptunia té una població aproximada de 3.554 habitants, segons les dades del cens de l'any 2004. La població va anar creixent amb els anys; de fet, vuit anys abans, el 1996, Neptunia registrava una població de 2.050 habitants.
| Any  | Població |
| ---- | -------- |
| 1963 | 74       |
| 1975 | 368      |
| 1985 | 743      |
| 1996 | 2.050    |
| 2004 | 3.554    |
| 2011 | 4.774    |

Font: Institut Nacional d'Estadística de l'Uruguai